# Courcelles-Chaussy
Courcelles-Chaussy é uma comuna francesa na região administrativa de Grande Leste, no departamento de Mosela. Estende-se por uma área de 19,02 km². Em 2010 a comuna tinha 3 375 habitantes (densidade: 177,4 hab./km²).